# سوریا کیران

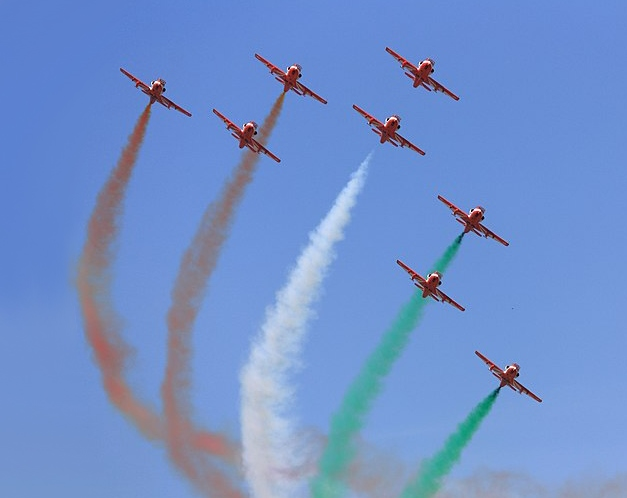
تیم سوریا کیران در نمایشگاه آئرو ایندیا ۲۰۱۱

سوریا کیران (به انگلیسی: Surya Kiran)(به‌معنی پرتوهای خورشید) نام یک تیم نمایشی آکروجت در نیروی هوایی هند است. این تیم با نام مخفف SKAT در سال ۱۹۹۶ تشکیل شد و بخشی از اسکادران 52 IAF است. این تیم نمایش‌های متعددی را معمولاً با ۹ هواپیما انجام داده‌است. این اسکادران تا سال ۲۰۱۱ از هواپیمای آموزشی نظامی مدل اچ‌ای‌ال کیران ساخته شرکت هندوستان آیروناتیکس تشکیل شده بود و در فرودگاه بیدر در کارناتاکا مستقر بود. این تیم در فوریه ۲۰۱۱ تعلیق شد و در سال ۲۰۱۶ با هواپیمای Hawk Mk-132 دوباره راه‌اندازی شد.